# Europarlamentari della Spagna della VIII legislatura
Gli europarlamentari della Spagna della VIII legislatura, eletti in occasione delle elezioni europee del 2014, sono stati i seguenti.

## Composizione storica
| Europarlamentare                      | Lista                                                                      | Gruppo    |
| ------------------------------------- | -------------------------------------------------------------------------- | --------- |
| Clara Eugenia Aguilera García         | Partito Socialista Operaio Spagnolo                                        | S&D       |
| Marina Albiol Guzmán                  | La Sinistra Plurale (Sinistra Unita)                                       | GUE/NGL   |
| Inés Ayala Sender                     | Partito Socialista Operaio Spagnolo                                        | S&D       |
| Pilar Ayuso                           | Partito Popolare                                                           | PPE       |
| Beatriz Becerra Basterrechea          | Unione Progresso e Democrazia                                              | ALDE      |
| Izaskun Bilbao Barandica              | Coalizione per l'Europa (Partito Nazionalista Basco)                       | ALDE      |
| José Blanco López                     | Partito Socialista Operaio Spagnolo                                        | S&D       |
| Soledad Cabezón Ruiz                  | Partito Socialista Operaio Spagnolo                                        | S&D       |
| Miguel Arias Cañete                   | Partito Popolare                                                           | PPE       |
| Pilar Del Castillo Vera               | Partito Popolare                                                           | PPE       |
| Agustín Díaz De Mera García Consuegra | Partito Popolare                                                           | PPE       |
| Pablo Echenique                       | Podemos                                                                    | GUE/NGL   |
| Rosa Estaràs Ferragut                 | Partito Popolare                                                           | PPE       |
| Jonás Fernández                       | Partito Socialista Operaio Spagnolo                                        | S&D       |
| Santiago Fisas Ayxelà                 | Partito Popolare                                                           | PPE       |
| Francesc Gambús                       | Coalizione per l'Europa (Unione Democratica di Catalogna)                  | PPE       |
| Iratxe García Pérez                   | Partito Socialista Operaio Spagnolo                                        | S&D       |
| Eider Gardiazabal Rubial              | Partito Socialista Operaio Spagnolo                                        | S&D       |
| Juan Carlos Girauta Vidal             | Ciudadanos                                                                 | ALDE      |
| Esteban González Pons                 | Partito Popolare                                                           | PPE       |
| Luis De Grandes Pascual               | Partito Popolare                                                           | PPE       |
| Enrique Guerrero Salom                | Partito Socialista Operaio Spagnolo                                        | S&D       |
| Sergio Gutiérrez Prieto               | Partito Socialista Operaio Spagnolo                                        | S&D       |
| Esther Herranz García                 | Partito Popolare                                                           | PPE       |
| Pablo Iglesias Turrión                | Podemos                                                                    | GUE/NGL   |
| Ramón Jáuregui Atondo                 | Partito Socialista Operaio Spagnolo                                        | S&D       |
| Teresa Jiménez-Becerril Barrio        | Partito Popolare                                                           | PPE       |
| Josu Juaristi Abaunz                  | Los Pueblos Deciden (Euskal Herria Bildu - Eusko Alkartasuna)              | GUE/NGL   |
| Verónica Lope Fontagné                | Partito Popolare                                                           | PPE       |
| Javi López                            | Partito Socialista Operaio Spagnolo (Partito dei Socialisti di Catalogna)  | S&D       |
| Juan Fernando López Aguilar           | Partito Socialista Operaio Spagnolo                                        | S&D       |
| Paloma López Bermejo                  | La Sinistra Plurale (Sinistra Unita)                                       | GUE/NGL   |
| Antonio López-Istúriz White           | Partito Popolare                                                           | PPE       |
| Ernest Maragall                       | La Sinistra per il Diritto a Decidere (Nuova Sinistra Catalana)            | Verdi/ALE |
| Gabriel Mato                          | Partito Popolare                                                           | PPE       |
| Fernando Maura Barandiarán            | Unione Progresso e Democrazia                                              | ALDE      |
| Willy Meyer                           | La Sinistra Plurale (Sinistra Unita)                                       | GUE/NGL   |
| Francisco José Millán Mon             | Partito Popolare                                                           | PPE       |
| Javier Nart                           | Ciudadanos                                                                 | ALDE      |
| Maite Pagazaurtundúa Ruiz             | Unione Progresso e Democrazia                                              | ALDE      |
| Inmaculada Rodríguez-Piñero Fernández | Partito Socialista Operaio Spagnolo                                        | S&D       |
| Teresa Rodriguez-Rubio                | Podemos                                                                    | GUE/NGL   |
| Lola Sánchez Caldentey                | Podemos                                                                    | GUE/NGL   |
| Jordi Vicent Sebastia Talavera        | Primavera Europea (Compromís - Blocco Nazionalista Valenciano)             | Verdi/ALE |
| Lidia Senra Rodríguez                 | La Sinistra Plurale (Sinistra Unita - Alternativa galega de esquerda)      | GUE/NGL   |
| Francisco Sosa Wagner                 | Unione Progresso e Democrazia                                              | ALDE      |
| Josep-Maria Terricabras               | La Sinistra per il Diritto a Decidere (Sinistra Repubblicana di Catalogna) | Verdi/ALE |
| Ramon Tremosa i Balcells              | Coalizione per l'Europa (Convergenza Democratica di Catalogna)             | ALDE      |
| Ernest Urtasun                        | La Sinistra Plurale (Iniziativa per la Catalogna Verdi)                    | Verdi/ALE |
| Ramón Luis Valcárcel Siso             | Partito Popolare                                                           | PPE       |
| Elena Valenciano                      | Partito Socialista Operaio Spagnolo                                        | S&D       |
| Ángela Vallina                        | La Sinistra Plurale (Sinistra Unita)                                       | GUE/NGL   |
| Carlo Jiménez Villarejo               | Podemos                                                                    | GUE/NGL   |
| Pablo Zalba Bidegain                  | Partito Popolare                                                           | PPE       |

## Modifiche intervenute

### Partito Popolare
- In data 06.11.2014 a Miguel Arias Cañete subentra Carlos Iturgaiz.
- In data 03.01.2017 a Pablo Zalba Bidegain subentra José Ignacio Salafranca Sánchez-Neyra.
- In data 21.05.2019 a Teresa Jiménez-Becerril Barrio subentra Pablo Arias Echeverría.

### Partito Socialista Operaio Spagnolo
- In data 20.05.2019 Sergio Gutiérrez Prieto cessa dal mandato parlamentare.

### La Sinistra Plurale
- In data 15.07.2014 a Willy Meyer subentra Javier Couso Permuy (Sinistra Unita).

### Podemos
- In data 11.09.2014 a Carlo Jiménez Villarejo subentra Tania González Peñas.
- In data 05.03.2015 a Teresa Rodriguez-Rubio subentra Miguel Urbán Crespo.
- In data 27.03.2015 a Pablo Echenique subentra Estefanía Torres Martínez.
- In data 25.11.2015 a Pablo Iglesias Turrión subentra Xabier Benito Ziluaga.

### Unione Progresso e Democrazia
- In data 20.11.2014 a Francisco Sosa Wagner	subentra Enrique Calvet Chambon.
- In data 25.11.2015 a Fernando Maura Barandiarán subentra María Teresa Giménez Barbat.

### La Sinistra per il Diritto a Decidere
- In data 03.01.2017 a Ernest Maragall subentra Jordi Solé (Sinistra Repubblicana di Catalogna).

### Ciudadanos
- In data 03.02.2016 a Juan Carlos Girauta Vidal subentra Carolina Punset.

### Los Pueblos Deciden
- In data 28.02.2018 a Josu Juaristi Abaunz subentra Ana Maria Miranda Paz (Blocco Nazionalista Galiziano).

### Primavera Europea
- In data 11.10.2016 a Jordi Vicent Sebastia Talavera subentra Florent Marcellesi (Equo).